# Umari (kommun)
Umari är en kommun i Brasilien.   Den ligger i delstaten Ceará, i den östra delen av landet, 1 400 km nordost om huvudstaden Brasília. Antalet invånare är 7 545.
Omgivningarna runt Umari är huvudsakligen savann. Runt Umari är det ganska glesbefolkat, med 30 invånare per kvadratkilometer.